# سيلفا (جزر البليار)
بلدية سيلفا (بالإسبانية: Selva) هي بلدية تقع في منطقة جزر البليار شرق إسبانيا.

## الديموغرافيا
بلغ عدد سكان بلدية سيلفا 3.697 نسمة عام 2011 (وفقاً للمعهد الوطني للإحصاء الإسباني).
| 2.901 | 2.909 | 3.055 | 3.205 | 3.313 | 3.515 | 3.697 |